# 563
563 (петстотин шестдесет и трета) година по юлианския календар е невисокосна година, започваща в понеделник. Това е 563-та година от нашата ера, 563-та година от първото хилядолетие, 63-та година на 6 век, 3-та година от седмото десетилетие на 6 век, 4-та година на 560-те години.

## Събития
- Кримтан основава манастир на остров Айона.
- 563 – 567 – Тюркски отряди се придвижват в Средна Азия и разгромяват ефталитите. Иран успява да присъедини Източен Хорасан.

## Родени
- Хиндасвинт, крал на вестготите.